# بانجکالان بون
بانجکالان بون (به لاتین: Pangkalan Bun) یک منطقهٔ مسکونی در اندونزی است که در کالیمانتان مرکزی واقع شده‌است.